# باشگاه فوتبال بریج‌نورث تاون
باشگاه فوتبال بریج‌نورث تاون (به انگلیسی: Bridgnorth Town Football Club) یک باشگاه فوتبال در شهر بریج‌نورث، کشور انگلستان است که در سال ۱۹۴۹ میلادی تأسیس شده‌است.